# Костарайнера
Костарайнера (італ. Costarainera, ліг. A Còsta) — муніципалітет в Італії, у регіоні Лігурія,  провінція Імперія.
Костарайнера розташована на відстані близько 430 км на північний захід від Рима, 105 км на південний захід від Генуї, 9 км на південний захід від Імперії.
Населення — 837 осіб (2014).
Щорічний фестиваль відбувається 24 червня. Покровитель — святий Іван Хреститель.

## Походження назви
Топонім походить від старовинного маєтку, який був заснований близько 13 століття родиною Ренері і спочатку мав назву Коста-дей-Ренері, згодом змінену протягом століть на Коста-Райнера і сучасну форму Костарайнери.

## Демографія
Населення за роками:

Станом на 1 січня 2023 року в муніципалітеті офіційно проживали 82 іноземці з 19 країн, серед них 34 громадяни країн Євросоюзу.

## Сусідні муніципалітети
- Чипресса
- Сан-Лоренцо-аль-Маре